# انگلیسی‌ها در میان ایرانیان
انگلیسی‌ها در میان ایرانیان نام کتابی است از دنیس رایت، که به بررسی روند روابط دو کشور از اولین نماینده انگلستان در ایران (جفری دو لانگلی) در سال ۱۲۹۰ میلادی تا شخص نویسنده می‌پردازد. این کتاب از دیدگاه مداخلات دولت انگلستان در ایران به خصوص در دوران قاجار و پهلوی اهمیت زیادی دارد و به عنوان یک کتاب مرجع نزد پژوهشگران تاریخ معاصر ایران شناخته می‌شود.

## بخش‌هایی از کتاب
تا اوایل سده نوزدهم میلادی، از نظر بریتانیا، ایران کشوری دورافتاده و افسانه‌ای بود به‌طوریکه این کشور اروپایی تا آن تاریخ هیچگاه به‌طور جدی، مرکزی دیپلماتیک مثل کنسولگری یا سفارتخانه و نظایر آن را در این کشور بنیان ننهاد. سال‌های بعد که حراست از هندوستان (مستعمره بریتانیا) برای انگلستان اهمیت پیدا کرد، ایران به عنوان دیوار محافظ هندوستان برای بریتانیا مهم جلوه کرد. بریتانیا با سیاست درگیری و اختلاف ایران و افغانها؛ سعی داشت جلوی تهاجمات افغانها به هندوستان را بگیرد. او برای ثبات و تمدید دشمنی ایران و افغانها، بنا به تعهدات دو کشور ایران و بریتانیا، به ایران کمک مالی و نظامی هم می‌کرد. ایران به عنوان گذرگاهی برای هندوستان محسوب می‌شد. از این رو بریتانیا تلاش بسیاری می‌کرد تا استقلال و قدرت حکومتی ایران همواره تهدید نشود تا این کشور با حمایت بریتانیا همچون سدی در برابر فرانسه و روسیه از هند محافظت بکند.
در دوران زمامداری کمپانی هند شرقی، مأموران و افسران بریتانیایی به شکلی مخفیانه و گاهی آشکارا، از طریق هندوستان (به حکم امپراتوری بریتانیا) به منظور جمع‌آوری اطلاعات جغرافیایی و بررسی اراضی مناطق مختلف کشوری که تصور می‌شد روزی عرصه جنگ شود، به ایران فرستاده می‌شدند و اطلاعات به دست آمده را تحت کتاب یا گزارش به چاپ می‌رساندند.